# فرودگاه آتیرائو
فرودگاه آتیرائو (به انگلیسی: Atyrau Airport) یک فرودگاه با کد یاتا GUW است که یک باند فرود آسفالت دارد و طول باند آن ۳۰۰۰ متر است. این فرودگاه در شهر آتیرائو، قزاقستان کشور قزاقستان قرار دارد و در ارتفاع -۲۲ متری از سطح دریا واقع شده‌است.

## شرکت‌های هواپیمایی و مقصدهای پروازی

### مسافری
| شرکت‌های هواپیمایی | مقصدهای پروازی                                            |
| ----------------- | --------------------------------------------------------- |
| آئروفلوت          | شرمتیوو                                                   |
| ایر آستانه        | آقتائو، آلماتی، اسخیپول آمستردام، آستانه، آتاترک، شرمتیوو |
| بک ایر            | آلماتی، اورال آک ژول                                      |
| اسکات ایرلاینز    | آقتائو فصلی: حیدر علی‌اف، مینرالنیه وودی                   |
| SkyBus            | چارتر فصلی: باتومی                                        |
| قزاق ایر          | آقتائو، آقتوبه، اورال آک ژول                              |

### باری
| شرکت‌های هواپیمایی | مقصدهای پروازی     |
| ----------------- | ------------------ |
| کوین ایرویز       | اورال آک ژول       |
| سیلک وی ایرلاینز  | آقتائو، حیدر علی‌اف |